# Икаса (футбольный клуб)
«Ика́са» (порт. Associação Desportiva Recreativa Cultural Icasa), полное название переводится как Ассоциация культурного спортивного отдыха «Икаса» — бразильский футбольный клуб из города Жуазейру-ду-Норти, штат Сеара.
«Икаса» однажды становилась чемпионом Лиги Сеаренсе, и не относится к числу самых титулованных клубов штата.

## История
Клуб «Икаса» был основан 1 мая 1963 года. Основателями клуба были члены компании Indústria Cearense de Algodão S.A, аббревиатура которой, ICASA, стала основой для названия клуба. Тогда команда называлась просто Icasa Esporte Clube (Спортивный клуб «Икаса»).
Высшее достижение «Икасы» — участие в Серии B Бразилии 1985 года. В 1992 году «Икаса» стала чемпионом штата Сеара, разделив эти лавры с двумя грандами — «Форталезой», «Сеарой», а также с клубом «Тирадинтес» — во многом благодаря организационным неурядицам, царившим в то время в футболе штата.
В 1990-е годы команда испытала серьёзный кризис, перестав функционировать к 1998 году. Ей на смену пришёл клуб «Жуазейру Эмприэндиментос» (pt:Juazeiro Empreendimentos), выступавший в синей форме. В 2001 году эта команда прекратила своё существование, а 7 января 2002 года «Икаса» была возрождана под современным названием в полной форме. Федерация футбола Сеары не признаёт современную команду правопреемницей как Спортивного клуба «Икаса», так и «Жуазейру Эмприэндиментоса».
В 2003 году «Икаса» выиграла Второй дивизион чемпионата штата, а в сезонах 2005, 2007 и 2008 финишировала второй в высшем дивизионе чемпионата штата. С 2005 года команда выступаkf в Серии C чемпионата Бразилии. Добилась выхода в Серию B по итогам 2009 года.
В 2013 году «Икасе» не хватило всего двух очков, чтобы обогнать «Фигейренсе» в споре за четвёртое место в Серии B, дающее право в следующем сезоне сыграть в Серии A. Но уже в 2014 году команда из Сеары резко упала вниз, в зону вылета, заняв 18-е место в турнирной таблице.

## Достижения
- Чемпионы Лиги Сеаренсе (1): 1992 (ФСФ не признаёт преемственность современной «Икасы» с исчезнувшим в 1998 году клубом)
- Чемпионы Второго дивизиона Лиги Сеаренсе (1): 2003